# پادشاه آهو
پادشاه آهو (انگلیسی: The Deer King) یک مجموعه رمان فانتزی ژاپنی نوشته ناهوکو اوئه‌هاشی است. کادوکاوا رمان اصلی را در دو جلد در سپتامبر ۲۰۱۴ منتشر کرد و سپس آن را در چهار جلد تجدید چاپ بین ژوئن و ژوئیه ۲۰۱۷ مجدداً منتشر کرد. اقتباسی از مانگا با هنر توسط تارو سکیگوچی به صورت آنلاین از طریق وب‌سایت کادوکاوا شوتن بین ژوئیه ۲۰۲۱ تا مارس ۲۰۲۲ پخش شد. یک انیمه اقتباسی فیلم تولید شده توسط پروداکشن آی. جی در تاریخ ۴ فوریه ۲۰۲۲ به نمایش درآمد.